# وست هیون (یوتا)
وست هیون (به انگلیسی: West Haven) شهری در Utah کشور United States است که جمعیت آن در سرشماری سال ۲۰۱۰ میلادی، ۱۰٬۲۷۲ نفر بوده‌است.